# 上田三四二
上田 三四二（うえだ みよじ、1923年（大正12年）7月21日 - 1989年（平成元年）1月8日）は、昭和期の歌人・小説家・文芸評論家。内科医。専門は結核。医学博士。

## 略歴
兵庫県加東郡市場村字樫山（現：小野市樫山町）出身。柏原中学、第三高等学校、1948年京都帝国大学医学部卒。結核を専門とする内科医として、国立京都療養所や国立療養所東京病院に勤務。
1949年（昭和24年）に北原白秋系の歌誌「新月」に参加し、その後アララギ派に移行。1956年（昭和31年）には歌会「青の会」結成に参加。1966年（昭和41年）に大腸癌、1983年（昭和58年）に膀胱癌を患う。二度の大病を経て、晩年は生命の内面を見つめ直した著述が多くなり、西行や良寛といった仏教の死生観を追求した歌人に傾倒した。『短歌一生』で述べた「短歌は日本語の底荷だと思っている」という文章が有名であり、「歌は本来憎しみの声でなく、やや口籠る言葉であるけれども、愛の声であり、怨念ではなく、浄念である」と唱えた。
1979年（昭和54年）から6年間、1987年（昭和62年）から2年間と8回にわたって、宮中歌会始選者を務めた。平成改元最初の日である1989年1月8日、大腸癌のため東京都東村山市の病院で死去。墓所は所沢市所沢聖地霊園。

## 受賞歴
- 1954年 『異質への情熱』で第1回現代短歌評論賞受賞
- 1961年 『斎藤茂吉論』で第4回群像新人文学賞評論部門受賞、『逆縁』で第4回群像新人文学賞小説部門最優秀作（ペンネーム成相夏男を使用）
- 1968年 「佐渡玄冬」で第6回短歌研究賞受賞
- 1975年 『湧井』で第9回迢空賞受賞、『眩暈を鎮めるもの』で第7回亀井勝一郎賞受賞
- 1979年 『うつしみ－この内なる自然』で第7回平林たい子文学賞受賞
- 1983年 『遊行』（短歌新聞社）で第10回日本歌人クラブ賞受賞
- 1985年 『この世この生』で第36回読売文学賞受賞
- 1985年 『惜身命』で第35回芸術選奨文部大臣賞受賞
- 1986年 『島木赤彦』で第39回野間文芸賞受賞
- 1987年 短歌と文学上の業績により日本芸術院賞受賞[2]、紫綬褒章受章
- 1988年 『祝婚』により川端康成文学賞受賞

## 著書
- 黙契 歌集 新月短歌社 1955
- 現代歌人論 美と人間のあいだに 短歌新聞社 1956
- 無為について 白玉書房 1963／講談社学術文庫 1988
- 斎藤茂吉 筑摩書房〈筑摩叢書〉1964、復刊1985
- 詩的思考の方法 白玉書房 1965
- 雉 歌集 白玉書房 1967
- 現代歌人論 読売新聞社 1969
- 西行・実朝・良寛 角川書店 1973／角川選書 1991、オンデマンド版2008
- 戦後短歌史 三一書房 1974
- 眩暈を鎮めるもの 河出書房新社 1974／講談社学術文庫 1990
- 湧井 歌集 角川書店 1975
- 俗と無常 徒然草の世界 講談社 1976
  - 徒然草を読む 講談社学術文庫 1986
- 古泉千樫の秀歌 短歌新聞社 1976
- うつしみ この内なる自然 平凡社 1978／平凡社ライブラリー 1994
- 上田三四二歌集 短歌研究社 1978
- 愛のかたち 名作を読む 弥生書房 1979
- 深んど 平凡社 1981
- 現代秀歌 (1) 斎藤茂吉 筑摩書房 1981
- 島木赤彦 ＜短歌シリーズ・人と作品13＞桜楓社 1981。丸山静共著
- 花衣 講談社 1982／講談社文芸文庫 2004
- 遊行 歌集 短歌研究社 1982
- 花に逢う 歳月のうた 平凡社 1983
- 惜身命 文藝春秋 1984
- 夏行冬暦 河出書房新社 1984
- この世この生－西行・良寛・明恵・道元 新潮社 1984／新潮文庫 1996
- 戦後の秀歌 1～5 短歌研究社 1985-1992
- 照径 歌集 短歌研究社 1985
- 昭和万葉集秀歌3 四季・自然 講談社現代新書 1985。編者
- 島木赤彦 角川書店 1986
- 短歌一生 物に到るこころ 講談社学術文庫 1987
- 茂吉晩年 弥生書房 1988
- 照径以後 歌集 短歌新聞社 1988
- 祝婚 新潮社 1989
- 鎮守 歌集 短歌研究社 1989
- 上田三四二全歌集 短歌研究社 1990、短歌研究文庫 1996
- 歌びとの悲願 春秋社 1993
- 死に臨む態度 春秋社 1993、新版2002
- 私の人生手帖 春秋社 1993
- ゆらぐ死生観 春秋社 1994
- 私の古典鑑賞 春秋社 1995
- 短歌研究詠草 上田三四二選後感想集 短歌研究社 2001
- 良寛の歌ごころ 考古堂書店 2006

## 評伝
- 玉井清弘『鑑賞・現代短歌8 上田三四二』本阿弥書店 1993
- 永井秀幸『花浄土 上田三四二・文学の慰め』短歌研究社 1996
- 間瀬昇『上田三四二』近代文芸社 1997
- 秋元千恵子『含羞の人 歌人・上田三四二の生涯』不識書院 2005
- 小高賢[3]『この一身は努めたり 上田三四二の生と文学』トランスビュー 2009